# Josh Cooper
Josh Cooper (Mustang, 8 gennaio 1989) è un ex giocatore di football americano statunitense che ha militato nel ruolo di wide receiver nella National Football League (NFL). Al college ha giocato a football all’Università statale dell'Oklahoma a Stillwater.

## Carriera

### Cleveland Browns
Dopo non essere stato scelto nel Draft NFL 2012, Cooper firmò con i Cleveland Browns con cui si riunì col quarterback degli Oklahoma State Cowboys Brandon Weeden. Nella sua stagione da rookie disputò 6 partite, nessuna delle quali come titolare, ricevendo 8 passaggi per 106 yard. L'anno seguente subentrò in altre 5 partite, totalizzando 9 ricezioni per 60 yard.

### Minnesota Vikings
Il 13 giugno, dopo esser stato svincolato dai Cleveland Browns, Cooper fu ingaggiato dai Minnesota Vikings riunendosi così con il coordinatore offensivo Norv Turner che l'aveva allenato la stagione precedente a Cleveland. Il 25 luglio Cooper venne svincolato dai Vikings.

## Vittorie e premi
Nessuno

## Statistiche
| Partite totali         | 11  |
| Partite da titolare    | 0   |
| Ricezioni              | 17  |
| Yard su ricezione      | 166 |
| Touchdown su ricezione | 0   |

Statistiche aggiornate alla stagione 2014